# Kanton Quesnoy-sur-Deûle
Quesnoy-sur-Deûle (Nederlands: Kiezenet) is een voormalig kanton van het Franse Noorderdepartement. Het kanton maakte deel uit van het arrondissement Rijsel. In 2015 is dit kanton opgegaan in de kantons Armentières en Lambersart.

## Gemeenten
Het kanton Quesnoy-sur-Deûle omvat de volgende gemeenten:
- Deûlémont
- Komen (Comines)
- Lompret
- Pérenchies
- Quesnoy-sur-Deûle (hoofdplaats)
- Verlinghem
- Waasten (Warneton)
- Wervicq-Sud